# オマーン湾
座標: 北緯24度40分 東経57度50分 / 北緯24.667度 東経57.833度

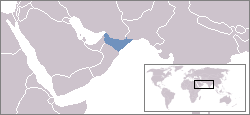
オマーン湾

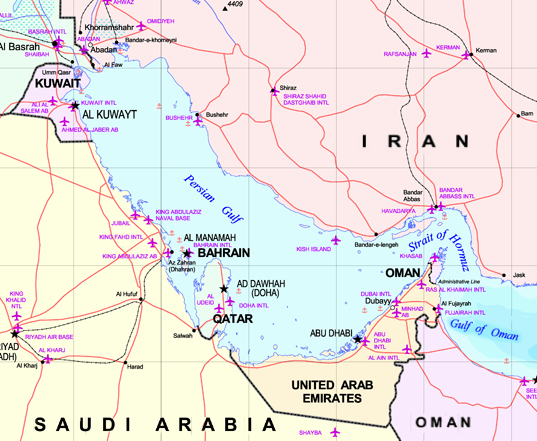
ペルシャ湾とオマーン湾周辺の地図

オマーン湾（オマーンわん、アラビア語: خليج عمان Khalīj ʿUmān、英語: Gulf of Oman）は、インド洋の一部であり、アラビア海とペルシャ湾とを結ぶ海域である。
アラビア海の北東にあり、沿岸国として北にイランとパキスタン、西にオマーン領ムサンダム半島とアラブ首長国連邦、南にオマーン本国がある。ペルシア湾とは湾の北西のホルムズ海峡を通じて結ばれており、そのため石油などを輸送するタンカーの通行も多い。

## 範囲
国際水路機関はオマーン湾の境界を以下のように定めている。
- 北西：アラビア半島のRàs Limah (25°57'N) とイランのRàs al Kuh (25°48'N) を結ぶ線。
- 南東：アラビア海の北側境界。すなわちアラビア半島のRàs al Hadd (22°32'N) とパキスタンのRàs Jiyùni (61°43'E) を結ぶ線。